# Hierodula excellens
Hierodula excellens es una especie de mantis de la familia Mantidae.

## Distribución geográfica
Se encuentra en Vietnam.